# Caleb Baldwin (Boxer)

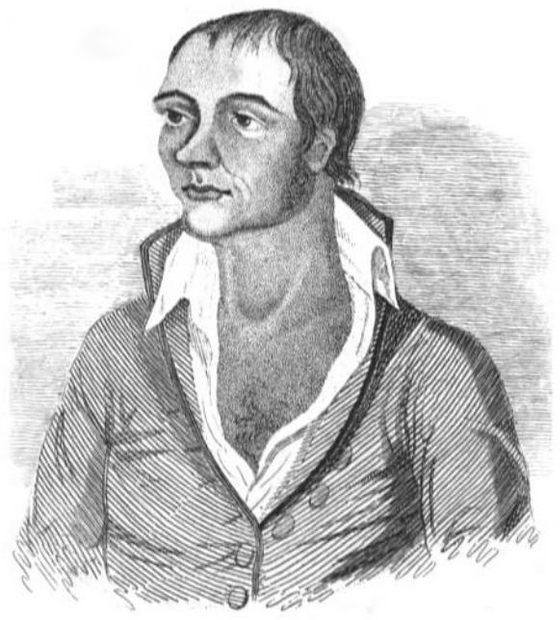

Caleb Baldwin (* 22. April 1769 in Westminster, London, England; † 8. November 1827 in London, England) war ein englischer Boxer in der Bare-knuckle-Ära. Er begann seine Karriere im Jahre 1786.
2003 fand Baldwin Aufnahme in die International Boxing Hall of Fame.